# Broadfield Stadium

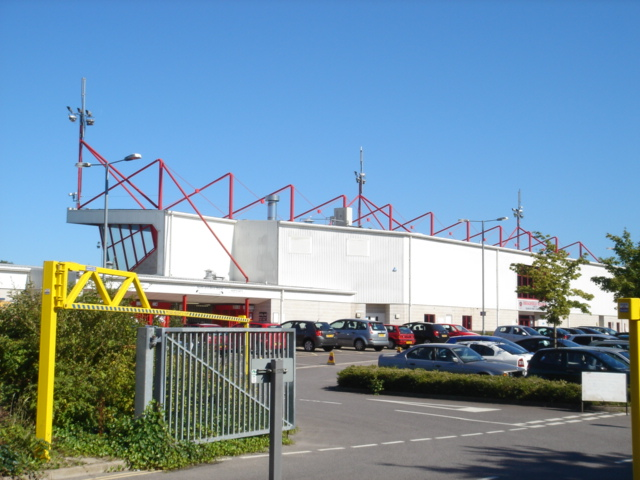
Ingången till Broadfield Stadium.

Broadfield Stadium är en multiarena i Crawley i England, byggd 1997. Arenan är hemmaarena för Crawley Town och tar 6 134 åskådare.